# Immunodeficienza
Con il termine immunodeficienza si fa riferimento ad una categoria diagnostica caratterizzata da un deficit dell'immunità umorale e/o dell'immunità cellulare che comprende una serie di entità patologiche  distinte le une dalle altre sia sul piano eziologico che patogenetico.
In generale le immunodeficienze derivano da alterazioni di diverso tipo a carico sia dei componenti della immunità specifica (umorale e cellulo-mediata), che innata (principalmente sistema del complemento e dei fagociti mononucleati).

## Classificazione
Le immunodeficienze vengono suddivise in due tipi principali:
- immunodeficienze congenite o primitive: derivano da alterazioni intrinseche del sistema immunitario e che quindi si manifestano precocemente nella vita del paziente;
- immunodeficienze acquisite o secondarie: così definite perché, in esse, il deficit immunologico è secondario a patologie diverse, come AIDS,  malattie neoplastiche, malattie autoimmunitarie, malnutrizione, enteropatie proteino-disperdenti, radioterapia, chemioterapia, farmaci immunosoppressivi e condizioni di ipercatabolismo come la distrofia miotonica.

## Epidemiologia
Le forme di immunodeficienza primitiva grave, come l'immunodeficienza combinata grave, sono malattie piuttosto rare e che sovente portano alla morte durante i primi mesi di vita. Il deficit isolato di IgA è invece l'entità clinico-patologica più frequente e colpisce 1 soggetto ogni 600 nel nord America e in Europa. Al deficit isolato di IgA segue l'immunodeficienza comune variabile. Queste ultime malattie tendono a manifestarsi in giovani adulti e, se adeguatamente trattate, non mostrano aggravamenti o complicanze. L'incidenza e la prevalenza delle forme di immunodeficienza secondaria sono legate all'epidemiologia della malattia causale.

## Fisiopatologia
Le forme secondarie dipendono dal meccanismo patogenetico innescato alla malattia di base. Per quanto riguarda le immunodeficienze primitive, il deficit immunitario può essere secondario ad un'alterazione geneticamente trasmessa dell'immunità umorale o delle immunità cellulare o di entrambe.

### Deficit dell'immunità umorale
Questa categoria è caratterizzata da una riduzione degli anticorpi circolanti nel siero del paziente. Gli anticorpi sono necessari per opsonizzare i batteri e promuovere sia la cascata del sistema del complemento sia la fagocitosi. Giocoforza, i pazienti con deficit dell'immunità umorale tenderanno a sviluppare infezioni recidivanti sostenute da batteri del genere Staphylococcus, Streptococcus ed Haemophilus. Di particolare frequenza sono le infezioni delle vie aeree superiori ed inferiori, come polmoniti (isolate o nel contesto di bronchiectasie), faringiti, bronchiti e laringiti. Inoltre, la presenza di un'otite media cronica purulenta sviluppatasi in età precoce deve sempre far sospettare il deficit anticorpale.
Mentre le infezioni del tratto urogenitale sono abbastanza rare nei soggetti ipogammaglobulinemici, molto frequente è l'infezione cronica o recidivante del tratto gastroenterico sostenuta dal protozoo Giardia lamblia. L'ipogammaglobulinemia nei soggetti nei quali è conservata l'immunità cellulare, non comporta un aumento della suscettibilità alle infezioni virali a testimonianza del ruolo dei linfociti T nel contenere i quadri patologici sostenuti da virus. Tuttavia in questi soggetti la risposta ai vaccini può essere assente o addirittura patologica, come nel caso dello sviluppo di poliomielite secondaria a vaccinazione con vaccino antipolio trivalente (OPV, Sabin). Analogamente, i comuni esantemi dell'infanzia (varicella, morbillo, rosolia, eritema infettivo, roseola infantum), tendono a ripetersi nell'età adulta. Particolarmente temute in questi soggetti sono le infezioni da virus dell'epatite B e da virus dell'epatite C in quanto non possono realizzare una sufficiente risposta anticorpale contenitiva e vanno incontro a decorso progressivo e spesso fatale.

### Deficit dell'immunità cellulo-mediata
I soggetti con deficit dell'immunità cellulare sono esposti a infezioni gravi, disseminate e recidivanti da parte di virus. Tra questi, le infezioni più importanti sono sostenute del genere Herpesviridae, come Herpes simplex, Herpes zoster e Citomegalovirus. Infezioni fungine sistemiche e croniche da Candida albicans sono molto frequenti e hanno esito infausto nella maggior parte dei casi. Analogamente ai pazienti con AIDS, è possibile lo sviluppo di polmonite da Pneumocystis jirovecii e di gravi infezioni gastrointestinali sostenute dal genere Cryptosporidium. Queste ultime possono inoltre evolvere verso colangiti sclerosanti. Il deficit umorale estrinsecato nell'ipogammaglobulinemia è a testimonianza dello stretto rapporto tra linfociti T e linfociti B ed è responsabile di infezioni batteriche gravi e recidivanti.

### Deficit combinato dell'immunità
Questa categoria rappresenta uno dei disordini più gravi dell'immunità ed è caratterizzato dal deficit dell'immunità sia umorale che cellulo-mediata. Comprende la SCID o immunodeficienza combinata grave, malattia dovuta a gravi difetti genetici del sistema immunitario e che si presenta con infezioni gravi e disseminate nei primi mesi di vita.

## Profilo clinico e diagnostico
Le immunodeficienze si caratterizzano per un'aumentata suscettibilità ad alcuni tipi di infezioni. Di seguito sono riassunte le principali classi di infezione e il quadro anamnestico, obiettivo e di laboratorio delle diverse immunodeficienze.

### Deficit dell'immunità umorale
Un deficit dell'immunità umorale può essere facilmente dimostrato attraverso il dosaggio degli anticorpi nel siero del paziente. Valori inferiori a:
- 0,4 g/l per le IgM
- 5 g/l per IgG
- 0,5 g/l per il IgA

sono suggestivi di deficit anticorpale.
Inoltre può essere documentata l'insufficiente risposta anticorpale dosando gli anticorpi specifici nei confronti degli antigeni capsulari di Haemophilus influenzae, Streptococcus pneumoniae, della tossina di Clostridium tetani e di Corynebacterium diphtheriae in seguito alle rispettive vaccinazioni. 
Le principali entità patologiche associate ad un deficit dell'immunità umorale sono:
| Meccanismo coinvolto              | Risposte cellulari | Risposte umorali | Suscettibilità infettiva |
| --------------------------------- | ------------------ | ---------------- | ------------------------ |
| Deficit delle sottoclassi Ig      | Presenti           | Scarse           | Batteri                  |
| Deficit di λ5, Igβ o BLNK         | Presenti           | Assenti          | Batteri, Giardia lamblia |
| Immunodeficienza comune variabile | Assenti            | Scarse           | Batteri, Giardia lamblia |
| Deficit selettivo di IgA          | Presenti           | Scarse           | Batteri, Giardia lamblia |
| Agammaglobulinemia legata alla X  | Presenti           | Scarse           | Batteri, Giardia lamblia |
| Sindrome da iper-IgM              | Presenti           | Assenti          | Batteri, virus, funghi   |

### Deficit dell'immunità cellulo-mediata
Il deficit di immunità cellulo-mediata deve essere sospettato ogni qualvolta si presentino infezioni virali recidivanti (o croniche) e diffuse. Non solo; la presenza deficit anticorpale deve comunque sempre far sospettare la presenza di un'immunodeficienza cellulo-mediata. La funzionalità dei linfociti T può essere valutata misurando la produzione in vitro di citochine da parte dei linfociti prelevati dal paziente ed opportunamente stimolati da diversi antigeni. Un test rapido è l'inoculazione intradermica del tossoide tetanico in soggetti precedentemente vaccinati; l'assenza di una reazione di ipersensibilità ritardata è suggestiva di deficit dell'immunità cellulo-mediata.
Le principali entità patologiche alla base del deficit cellulare sono:
| Meccanismo coinvolto        | Risposte cellulari | Risposte umorali | Suscettibilità infettiva |
| --------------------------- | ------------------ | ---------------- | ------------------------ |
| Deficit delle cellule CD8   | Scarse             | Presenti         | Batteri                  |
| Sindrome di DiGeorge        | Assenti            | Scarse           | Batteri, virus, funghi   |
| Deficit di MHC di classe II | Presenti           | Scarse           | Batteri, virus, funghi   |
| Deficit di WHN              | Assenti            | Scarse           | Batteri, virus, funghi   |
| Deficit di PNP              | Assenti            | Scarse           | Batteri, virus, funghi   |
| Deficit di CD3ε             | Assenti            | Scarse           | Batteri, virus, funghi   |
| Deficit di Zap70            | Assenti            | Scarse           | Batteri, virus, funghi   |

### Immunodeficienza combinata grave
Come già discusso, la Scid è una gravissima patologia che porta sovente a morte per gravi infezioni nei primi mesi di vita. I deficit patogenetici associati alla SCID sono:
| Meccanismo coinvolto           | Risposte cellulari | Risposte umorali | Suscettibilità infettiva |
| ------------------------------ | ------------------ | ---------------- | ------------------------ |
| Deficit di adenosina deaminasi | Assenti            | Assenti          | Batteri, virus, funghi   |
| Deficit del gene Artemis       | Assenti            | Assenti          | Batteri, virus, funghi   |
| Deficit di CD45                | Assenti            | Assenti          | Batteri, virus, funghi   |
| Deficit di catena γ            | Assenti            | Assenti          | Batteri, virus, funghi   |
| Deficit di JAK3                | Assenti            | Assenti          | Batteri, virus, funghi   |
| Deficit di RAG 1/2             | Assenti            | Assenti          | Batteri, virus, funghi   |
| Disgenesia reticolare          | Assenti            | Assenti          | Batteri, virus, funghi   |
| Deficit di TAP-1 o TAP-2       | Assenti            | Presenti         | Batteri, virus, funghi   |